# Пиристу Кадын-эфенди
Пиристу́ (Пересту́) Кады́н-эфе́нди (тур. Piristû Kadın Efendi; 1832, Сочи — 11 декабря 1904, Стамбул) — четвёртая жена османского султана Абдул-Меджида I, приемная мать султана Абдул-Хамида II и Джемиле-султан.
В годовалом возрасте с согласия родителей Пиристу была взята на воспитание дочерью Абдул-Хамида I Эсмой-султан. В доме Эсмы четырнадцатилетнюю Пиристу заметил её племянник Абдул-Меджид I, который сразу влюбился в неё. Свадьба состоялась вскоре после знакомства; брак Пиристу с султаном продлился восемнадцать лет, однако оставался бездетным. В 1845 и 1853 годах умерли две жены Абдул-Меджида; султан поручил опеку над их детьми Джемиле и Абдул-Хамидом Пиристу. Она воспитывала будущего султана и его сестру как своих собственных детей, за что после восшествия на престол приёмного сына получила титул валиде-султан. По просьбе султана Пиристу не вмешивалась в политику, но активно занималась делами гарема и благотворительностью. Пиристу умерла на своей вилле в Мачке в 1904 году, став последней валиде-султан в истории Османской империи.

## Биография

### Происхождение
Пиристу Кадын-эфенди родилась в 1832 году на территории Сочи. Она происходила из семьи, принадлежавшей к убыхской аристократии: отцом её был князь Гок Гоген, сама Пиристу при рождении носила имя Рахиме.
Помимо Рахиме в семье было ещё трое сыновей — Мустафа, Хюсейн, Хасан — и дочь Фатьма; позднее, когда Рахиме стала женой султана, её братьям были пожалованы земельные владения, а сестра стала её придворной дамой под именем Фатьма Гюльджемаль-ханым. Фатьма Гюльджемаль вышла замуж за Менапирзаде Нешет-бея и родила от него троих сыновей: Хайри, Иззета и Эсада Ышыка (1865—1943). Двое старших сыновей Фатьмы занимали государственные посты, а третий, Эсад, был известным в Турции офтальмологом; сын Эсада Хасан Эсат Ышык был турецким дипломатом, а также занимал пост министра национальной обороны Турции в январе-ноябре 1974 года.

### Кадын-эфенди
В годовалом возрасте с согласия родителей девочку взяла на воспитание богатая, но бездетная дочь Абдул-Хамида I, Эсма-султан. Девочка была особенно грациозна, миниатюрна и изящна, поэтому Эсма, горячо полюбившая этого ребёнка, дала ей имя «Пиристу», что в переводе с персидского означает «павлин», однако во дворце использовался искажённый вариант имени «Пересту». Калфы в доме Эсмы также были влюблены в девочку и даже называли её «ханым-султан» — титулом, который давался внучкам султанов по женской линии. Эсма-султан обеспечила девочке отличное образование и воспитание, окружив её заботой и любовью. У Пиристу были светлые волосы и голубые глаза; голос её был мелодичен, хотя говорила она тихо и редко.
Как вспоминала позднее внучка Абдул-Меджида I Хамиде Айше-султан, её дед увидел четырнадцатилетнюю Пиристу в саду у тётки и мгновенно влюбился в неё. Он поинтересовался, как её зовут, но испуганная девушка ничего не ответила и убежала. Тогда султан отправился к Эсме и поинтересовался, кто та нимфа, что живёт в её доме. Эсма-султан сразу поняла, в чём дело, но виду не подала. Она сказала, что это одна из её служанок, и вызвала девушек в надежде, что племянник выберет одну из них. Но Абдул-Меджид бы расстроен, и Эсма решила показать ему свою воспитанницу. По её приказу Пиристу подала султану кофе, и когда Эсма и Абдул-Меджид остались вдвоём, он признался, что девушка, подававшая кофе, и есть его нимфа. Он попросил, чтобы тётка отдала девушку ему, но та заявила: «Мой дорогой мальчик! Эта девочка мой ребёнок; я заботилась о ней с тех пор, как ей исполнился год, так что я могу выдать её замуж за важную персону и с соответствующей церемонией. Я хочу увидеть её свадьбу — это всё, что я могу пообещать сделать». Тогда султан сказал, что нет никого важнее, чем он сам, и если Эсма так хочет, то он женится на Пиристу.
Свадьба состоялась всего неделю спустя, 20 января 1856 года, на вилле Эсмы в присутствии высокопоставленных чиновников государства. После церемонии молодожёны совершили торжественный въезд в султанский дворец через главные ворота. В женской половине гарема состоялись пышные торжества, на которых присутствовали представительницы династии, жёны султана и наследников, а также жёны министров империи. Эсма пробыла на торжествах недолго: она поцеловала молодожёнов, прочла молитву об их здоровье и удалилась на свою виллу.
Несмотря на огромную любовь султана, брак оказался бездетным. В 1845 году умерла девятая жена Абдул-Меджида, Дюздидиль Кадын-эфенди, оставив двухлетнюю дочь Джемиле. Супруг Пиристу поручил ей заботу о воспитании девочки. Восемь лет спустя умерла Тиримюжган Кадын-эфенди — мать будущего султана Абдул-Хамида II, которому на тот момент было всего одиннадцать лет. Тиримюжган была близка с Пиристу и перед смертью попросила султана поручить опеку над сыном именно ей.

### Валиде-султан
Абдул-Хамид II взошёл на престол в 1876 году. Пиристу воспитывала его и Джемиле как своих собственных детей, и в знак благодарности Абдул-Хамид даровал приёмной матери титул валиде-султан. В отличие от своих предшественниц, Пиристу не проявляла интереса к политике. Сам Абдул-Хамид считал, что вмешательство со стороны Шевкефзы-султан (матери Мурада V) и Пертевниял-султан (матери Абдул-Азиза) отрицательно сказалось на делах государства и репутации династии; на следующий день после восшествия на престол он посетил свою валиде и сказал: «Ни одного дня вы не заставили меня почувствовать отсутствие родной матери. Как бы то ни было, я считаю, что вы ни чем не отличаетесь от моей собственной матери и потому дарую вам титул матери султана… и все права и привилегии, прилагающиеся к нему. Но я не желаю, чтобы вы вмешивались в дела государства, будь то какой-либо совет или же защита какого-либо должностного лица». Однако Пиристу по прежнему занималась делами дворца; кроме того, она слыла своей религиозностью и проводила много времени в молитвах. Она также участвовала в официальных приёмах: так в 1885 году во время визита Оскара II и Софии Нассау Пиристу принимала в гареме шведскую королеву. 
Вскоре после смерти её мужа султан Абдул-Азиз передал в пользование Пиристу виллу в Мачке, Бешикташ, где она любила проводить время. Именно на этой вилле Пиристу узнала о восшествии на престол приёмного сына. Став валиде, она часто уезжала в Мачку после пятничной молитвы. Султан, желавший видеть мать подле себя, обнаружив её отсутствие, отправлял за ней коляску. Пиристу желала насовсем поселиться на вилле, однако Абдул-Хамид был против этого. После смерти матери султан не мог находиться на вилле в Мачке и потому передал её со всем имуществом Ахмеду Рызе, спикеру меджлиса.
Пиристу заболела в начале декабря 1904 года. Без ведома сына она отправилась на виллу в Мачке, где и умерла 11 декабря. Как отмечала Хамиде Айше, Пиристу умерла в возрасте около восьмидесяти лет. Абдул-Хамид одновременно был зол и опечален; по его приказу дворец на долгое время погрузился в траур. В гареме Пиристу уважали и любили все без исключения, поэтому после её смерти все чувствовали утрату. В знак траура по приказу султана на неделю было запрещено играть военному оркестру. Незадолго до смерти Пиристу начала строительство собственного тюрбе, однако строительство не было завершено. От помощи сына Пиристу отказалась, однако после смерти матери Абдул-Хамид завершил строительство. Первоначально Пиристу была похоронена в тюрбе комплекса Михришах-султан, однако затем её останки были перенесены в собственное тюрбе в Эюпе. Пиристу стала последней валиде-султан в Османской империи.